# Nathalie Gautier
Pour les articles homonymes, voir Gautier.
Nathalie Gautier, née le 23 septembre 1951 à La Tronche (Isère) et morte le 1er septembre 2006 à Chamonix, est une femme politique française.

## Biographie
Conseillère municipale de Villeurbanne depuis 1983, adjointe au maire de cette commune de 1983 à 1995, puis entre 2001 et 2006, elle est conseillère générale du Rhône de 1990 à 2002.
Ses compétences en matière d'urbanisme l'amènent, à Villeurbanne comme à l'Assemblée Nationale, à s'intéresser plus particulièrement aux dossiers sur les conditions de vie, le logement, les transports, l'urbanisme, l'architecture ou l'environnement. Elle est élue députée le 16 juin 2002, pour la XIIe législature (2002-2007), dans la circonscription du Rhône (6e). Elle fait partie du groupe socialiste.
Mariée à Christian Buche, et mère de quatre enfants, Sabine, Juliette, Florence et Fabrice (des quadruplés), elle meurt des suites d'un cancer, à Chamonix, dans son chalet, le 1er septembre 2006. Son suppléant, Lilian Zanchi, lui succède à l'Assemblée nationale entre 2006 et 2007.

## Mandats
- 14/03/1983 - 19/03/1989 : adjointe au maire de Villeurbanne (Rhône)
- 20/03/1989 - 18/06/1995 : adjointe au maire de Villeurbanne
- 01/01/1990 - 29/03/1992 : membre du conseil général du Rhône
- 30/03/1992 - 22/03/1998 : membre du conseil général du Rhône
- 19/06/1995 - 18/03/2001 : membre du conseil municipal de Villeurbanne
- 23/03/1998 - 31/07/2002 : membre du conseil général du Rhône
- 16/06/2002 - 01/09/2006 : adjointe au maire de Villeurbanne, Rhône
- 16/06/2002 - 01/09/2006 : députée de la 6e circonscription du Rhône

## Hommages

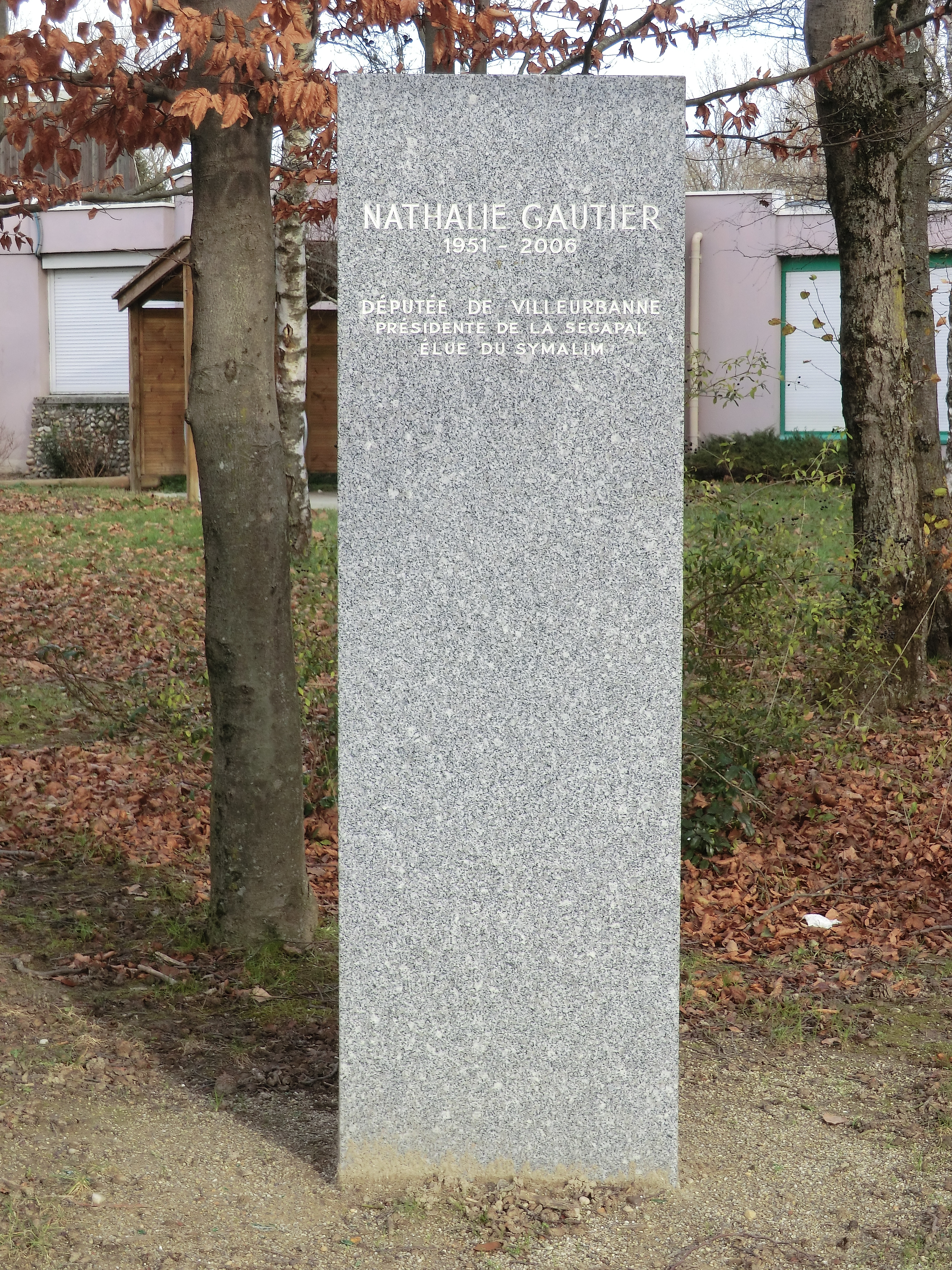
La stèle lui rendant hommage, à proximité du centre Nathalie-Gautier.

Le centre Nathalie-Gautier du Grand parc de Miribel-Jonage, où se trouvent le siège du Symalim ainsi que celui de la Segapal.

Le centre administratif et de gestion de l'animation du Grand Parc de Miribel-Jonage porte le nom de « Centre d'accueil Nathalie-Gautier » ; en effet, en qualité de conseiller général du Rhône, Nathalie Gautier fut élue du Symalim (syndicat mixte de gestion du parc). Elle fut également présidente de la Segapal (société chargée de l'animation du parc).